# Sebastiano Ayala
Sebastiano Ayala (Castrogiovanni, 28 de febrero de 1744-Viena, 29 de diciembre de 1817) fue un presbítero, filósofo político y diplomático italiano.

## Vida
De familia noble, Ayala, acabada la filosofía, enseñaba humanidades en La Valeta (Malta) cuando la Compañía de Jesús fue expulsada (abril 1768) del Reino de Sicilia. Se unió a sus hermanos jesuitas de Sicilia en Viterbo, donde comenzó la teología, que continuó (1768-1769) en Orte. Se trasladó a Viena, donde se interesó por las matemáticas y la astronomía.
Tras la supresión de la Compañía de Jesús (1773), Ayala pudo continuar sus estudios, gracias a la amistad y patronazgo de Pietro Metastasio e influyentes políticos. Ayala se mantuvo económicamente sirviendo como representante diplomático en la corte de Viena. De 1775 a 1804, fue agente y luego ministro de la República de Ragusa. Asimismo, representó por unos años (1782-1786) el Principado de Valaquia.
Su libro crítico de los principios de la Revolución francesa (influido por Edmund Burke y Montesquieu) atrajo mucho interés en conexión con la coalición que se estaba formando contra Francia. Ayala publicó también una edición de las cartas de Metastasio. En un memorial (agosto 1796) a Fernando IV de Nápoles, le exhortaba a unificar Italia, al menos hasta el Po.

## Obras
- De la liberté et de l'égalité des hommes et des citoyens avec des considérations sur quelques nouveaux dogmes politiques (Viena, 1792).
- Opere postume del Sig. Ab. Pietro Metastasio 3 v. (Viena, 1795).
- Vita di Metastasio (Viena, 1803).